# Ditto (película)
Ditto (en hangul, 동감; romanización revisada, Donggam; lit. "Simpatía" o "El mismo sentimiento") es una película de romance y ciencia ficción surcoreana del año 2000 dirigida por Kim Jung-kwon. Dos estudiantes en la misma escuela, una en 1979 y el otro en 2000, de alguna manera pueden comunicarse entre sí utilizando un artefacto que parece ser un radioaficionado.

## Trama
Yoon So-eun (Kim Ha-neul), estudiante de la Universidad de Silla espera ansiosamente a Dong-hee (Park Yong-woo), que regresará a la escuela después de servir en el ejército. Se encuentran fuera de la sala del club radioaficionado, donde le dice que la radio HAM es su pasatiempo, y él le agradece todas las cartas que le escribió durante la guerra. Al visitar a su amiga Heo Sun-mi que se está recuperando de una pierna rota en el hospital, So-eun le dice que está enamorada de Dong-hee.
En casa, una noche, es despertada por una llamada en su radio, de otro entusiasta de la radio, Ji-in (Yoo Ji-tae). Descubren que asisten a la misma universidad y planean reunirse frente a la torre del reloj de la escuela, donde Ji-in ofrece prestarle a So-eun un libro para operadores de radio aficionados HAM. A la hora establecida, ambos quedan de encontrarse, So-eun frente a una torre de reloj inacabada en el calor y el polvo, y Ji-in frente a la misma torre pero completa, bajo una fuerte lluvia. Más tarde en la noche, discuten sobre por qué la otra persona no apareció, y sobre el clima, y Ji-in se sorprende de repente al descubrir que está hablando por radio con un enchufe desconectado. Además, Ji-in, se sorprende con la información que So-eun revela: ella es una estudiante de nuevo ingreso en 1979, y él es un estudiante de segundo año en 2000. Al principio comienza a dudar de las palabras de So-eun, pero termina lentamente convencido a pesar de la improbabilidad de lo que le está pasando.
Mientras tanto, la relación de So-eun con Dong-hee está progresando bien y terminan saliendo. So-eun habla sobre su nueva relación con Sun-mi en el hospital, pero ahora no puede pasar tanto tiempo con ella. Ji-in está cerca de una chica en la escuela, Seo Hyeon-ji (Ha Ji-won) a quien da por sentado ya que siempre está cerca de él, pero a quien él cuida profundamente. So-eun está cada vez más irritada con las conversaciones que tiene con Ji-in por la radio, pensando que está mintiendo acerca de vivir en el año 2000. Luego le ofrece algunos fragmentos de su futuro y su pasado, que finalmente la hacen creer que Ji ha estado diciendo la verdad. So-eun luego le pregunta con entusiasmo sobre el futuro, y también comienzan a tener confianza mutuamente sobre sus vidas, Ji-in le dice a So-eun que piense en él como una especie de diario que habla. Ella comienza a hablar de estar enamorada de Dong-hee.
Durante algunas manifestaciones estudiantiles, Dong-hee resulta herido y So-eun va a visitarlo con lágrimas y firma su nombre en el yeso en su brazo. También visita a Sun-mi en el mismo hospital. Esa noche, ella habla con Ji-in sobre firmar su nombre en Dong-hee, y cómo eso le dio la sensación de que él le pertenece. Ji-in de repente menciona que sus padres fueron a la Universidad de Silla al mismo tiempo que ella, y que ella podría conocerlos, y revela sus nombres como Sun-mi y Dong-hee. Esto rompe el mundo de So-eun, y corre al hospital para ver al durmiente Dong-hee con el nombre de Sun-mi ahora firmado en su yeso. Se queda aturdida, recordando la unión de Sun-mi y Dong-hee mientras estaban en el hospital, evitando a Sun-mi, quien regresó a la escuela desde el hospital, y sintiendo una extraña sensación de culpa desconocida mientras sueña con Dong-hee. Mantiene otra conversación con Ji-in, donde él habla sobre descubrir el verdadero destino, y rompe con Dong-hee al día siguiente.
Ji-in, en una visita a la casa de campo de sus padres, ve fotos de sus padres desde la escuela, el yeso en el que había estado el brazo de su padre una vez, los nombres firmados en él y ve el nombre de So-eun allí. Examina el anuario escolar de 1979 y se sorprende con la revelación de que la mujer con la que ha estado hablando todas las noches estaba enamorada de su propio padre. La realización extrañamente lo perturba y lo afecta. Se pregunta qué le pasaría si So-eun eligiera estar con su padre, y se propone averiguar cómo le está yendo a So-eun en su época, el año 2000. La encuentra como profesora de inglés en otra universidad y se conmueve al verla todavía soltera, pero hermosa y feliz, mientras So-eun le sonríe con un vago reconocimiento mientras pasa. Se va a decirle a So-eun por radio que la vio ese día.
Sin embargo, piensa que la radio ya no funciona ya que no hay respuesta de So-eun, y desconoce si realmente ha sido escuchado por última vez, y es el final de la extraña compañía a través de las barreras del tiempo. Ji-in vuelve a su mundo, acepta a su novia Hyeon-ji, y So-eun continúa con su vida, al darse cuenta de que Dong-hee no estaba destinado a ser parte de su destino.

## Elenco
De 1979:
- Kim Ha-neul como Yoon So-eun.
- Park Yong-woo como Dong-hee.
- Kim Min-joo como Hur Sun-mi.

De 2000:
- Yoo Ji-tae como Ji In.
- Ha Ji-won como Seo Hyeon-ji.